# Ptygura seminatans
Ptygura seminatans är en hjuldjursart som beskrevs av John R. Edmondson 1939. Ptygura seminatans ingår i släktet Ptygura och familjen Flosculariidae. Inga underarter finns listade i Catalogue of Life.